# Strobilanthes ranongensis
Strobilanthes ranongensis är en akantusväxtart som beskrevs av H. Terao. Strobilanthes ranongensis ingår i släktet Strobilanthes och familjen akantusväxter. Inga underarter finns listade i Catalogue of Life.